# Napomyza maritima
Napomyza maritima este o specie de muște din genul Napomyza, familia Agromyzidae, descrisă de Tschirnhaus în anul 1981. Conform Catalogue of Life specia Napomyza maritima nu are subspecii cunoscute.